# Royse City
La ville de Royse City est située dans les comtés de Collin, Hunt et Rockwall, dans l’État du Texas, aux États-Unis. Sa population s’élevait à 9 349 habitants lors du recensement de 2010, estimée à 12 093 habitants en 2016.

## Source
- (en) Cet article est partiellement ou en totalité issu de l’article de Wikipédia en anglais intitulé « Royse City, Texas » (voir la liste des auteurs).